# الفاروق أمينو
الفاروق أمينو (بالإنجليزية: Al-Farouq Aminu)‏ مواليد 21 سبتمبر 1990، هو لاعب كرة سلة أمريكي من أصل نيجيري يلعب مع فريق دالاس مافيريكس في الرابطة الوطنية لكرة السلة ويحمل الرقم 7. يبلغ طوله 6 قدم 9 بوصة (2.1 م).

## فرق لعب لها
- لوس أنجلوس كليبرز

## روابط خارجية
- الفاروق أمينو على موقع الاتحاد الدولي لكرة السلة (الإنجليزية)
- الفاروق أمينو على موقع إن بي أي (الإنجليزية)
- الفاروق أمينو على موقع سبورتس رفرنس (الإنجليزية)
- الفاروق أمينو على موقع كرة السلة الأوروبية.كوم (الإنجليزية)
- الفاروق أمينو على موقع إي إس بي إن.كوم (الإنجليزية)
- الفاروق أمينو على موقع كلية كرة السلة في سبورتس رفرنس.كوم (الإنجليزية)
- الفاروق أمينو على موقع ريلجم (الإنجليزية)
- الفاروق أمينو على موقع بروبوليرز (الإنجليزية)
- الفاروق أمينو على موقع سبورتس رفرنس (الإنجليزية)
- الفاروق أمينو على موقع أوليمبيديا (الإنجليزية)